# Spring Grove (Wisconsin)
Spring Grove es un pueblo ubicado en el condado de Green en el estado estadounidense de Wisconsin. En el Censo de 2010 tenía una población de 874 habitantes y una densidad poblacional de 8,48 personas por km².

## Geografía
Spring Grove se encuentra ubicado en las coordenadas 42°32′55″N 89°25′30″O / 42.54861, -89.42500. Según la Oficina del Censo de los Estados Unidos, Spring Grove tiene una superficie total de 103.04 km², de la cual 103.04 km² corresponden a tierra firme y (0%) 0 km² es agua.

## Demografía
Según el censo de 2010, había 874 personas residiendo en Spring Grove. La densidad de población era de 8,48 hab./km². De los 874 habitantes, Spring Grove estaba compuesto por el 96.45% blancos, el 0.34% eran afroamericanos, el 0.69% eran amerindios, el 0.57% eran asiáticos, el 0% eran isleños del Pacífico, el 0.92% eran de otras razas y el 1.03% pertenecían a dos o más razas. Del total de la población el 2.86% eran hispanos o latinos de cualquier raza.